# Форт-Гей (Західна Вірджинія)
Форт-Гей (англ. Fort Gay) — місто (англ. town) в США, в окрузі Вейн штату Західна Вірджинія. Населення — 675 осіб (2020).

## Географія
Форт-Гей розташований за координатами 38°7′21″ пн. ш. 82°35′29″ зх. д. / 38.12250° пн. ш. 82.59139° зх. д. (38.122488, -82.591359).  За даними Бюро перепису населення США в 2010 році місто мало площу 2,30 км², з яких 2,17 км² — суходіл та 0,13 км² — водойми.

## Демографія
Згідно з переписом 2010 року, у місті мешкало 705 осіб у 323 домогосподарствах у складі 197 родин. Густота населення становила 307 осіб/км².  Було 380 помешкань (166/км²).
Расовий склад населення:
| - 96,6 % — білих - 0,6 % — корінних американців - 0,3 % — азіатів |

До двох чи більше рас належало 2,4 %. Частка іспаномовних становила 0,6 % від усіх жителів.
За віковим діапазоном населення розподілялося таким чином: 19,7 % — особи молодші 18 років, 62,4 % — особи у віці 18—64 років, 17,9 % — особи у віці 65 років та старші. Медіана віку мешканця становила 43,2 року. На 100 осіб жіночої статі у місті припадало 85,5 чоловіків;  на 100 жінок у віці від 18 років та старших — 83,2 чоловіків також старших 18 років.
Середній дохід на одне домашнє господарство  становив 23 479 доларів США (медіана — 12 454), а середній дохід на одну сім'ю — 28 916 доларів (медіана — 21 818). За межею бідності перебувало 52,9 % осіб, у тому числі 64,4 % дітей у віці до 18 років та 48,4 % осіб у віці 65 років та старших.
Цивільне працевлаштоване населення становило 173 особи. Основні галузі зайнятості: освіта, охорона здоров'я та соціальна допомога — 31,8 %, транспорт — 28,3 %, роздрібна торгівля — 15,6 %, мистецтво, розваги та відпочинок — 13,3 %.